# Jefim Petrovics Geller
Jefim Petrovics Geller (oroszul: Ефим Петрович Геллер; Odessza, 1925. március 8. – 1998. november 17.) szovjet sakkozó, nagymester, sakkszerző. Kora egyik kiemelkedő sakkozója, aki kiváló eredményeket ért el a világbajnokok elleni játszmákban, de ő maga sohasem lett világbajnok.
Kétszer nyerte meg a világ legerősebb sakkbajnokságát, a szovjet bajnokságot, 1955-ben és 1979-ben.
Hatszor vett részt a világbajnok kihívójának személyéről döntő világbajnokjelöltek versenyén (1953, 1956, 1962, 1965, 1968 és 1971). Négyszer volt ukrán bajnok (1950, 1957, 1958 és 1959).
Geller két világbajnoknak is volt edzője: Borisz Szpasszkijé és Anatolij Karpové.
Legmagasabb Élő-pontszámát (2620 pont) 1976-ban érte el.

## Fordítás
Ez a szócikk részben vagy egészben  az   Efim Geller című angol Wikipédia-szócikk ezen változatának fordításán alapul.  Az eredeti cikk szerkesztőit annak laptörténete sorolja fel. Ez a jelzés csupán a megfogalmazás eredetét és a szerzői jogokat jelzi, nem szolgál a cikkben szereplő információk forrásmegjelöléseként.